# NGC 5140
NGC 5140 é uma galáxia elíptica (E/SB0) localizada na direcção da constelação de Centaurus. Possui uma declinação de -33° 52' 07" e uma ascensão recta de 13 horas, 26 minutos e 21,7 segundos.
A galáxia NGC 5140 foi descoberta em 1 de Maio de 1834 por John Herschel.